# Gamrot
Gamrot – nieoficjalna nazwa przysiółka wsi oraz ulicy w Chełmie Śląskim, dawniej osada w Polsce położona w województwie śląskim, w powiecie bieruńsko-lędzińskim, w gminie Chełm Śląski.
Osada położona jest nad zbiornikiem wody pitnej Dziećkowice, który utworzono przez zalanie wyrobiska kopalni piasku w Imielinie.
W latach 1975–1998 miejscowość administracyjnie należała do województwa katowickiego.